# 无锡县图书馆旧址
31°34′45″N 120°17′50″E / 31.57922°N 120.29720°E
无锡县图书馆旧址位于中国江苏省无锡市梁溪区崇安寺商业步行街东侧，建造于民国初年，为一座中西合璧的四层砖木结构楼房，南侧为二泉映月广场，塑有钱绍武设计制作的阿炳铜像。

## 简介

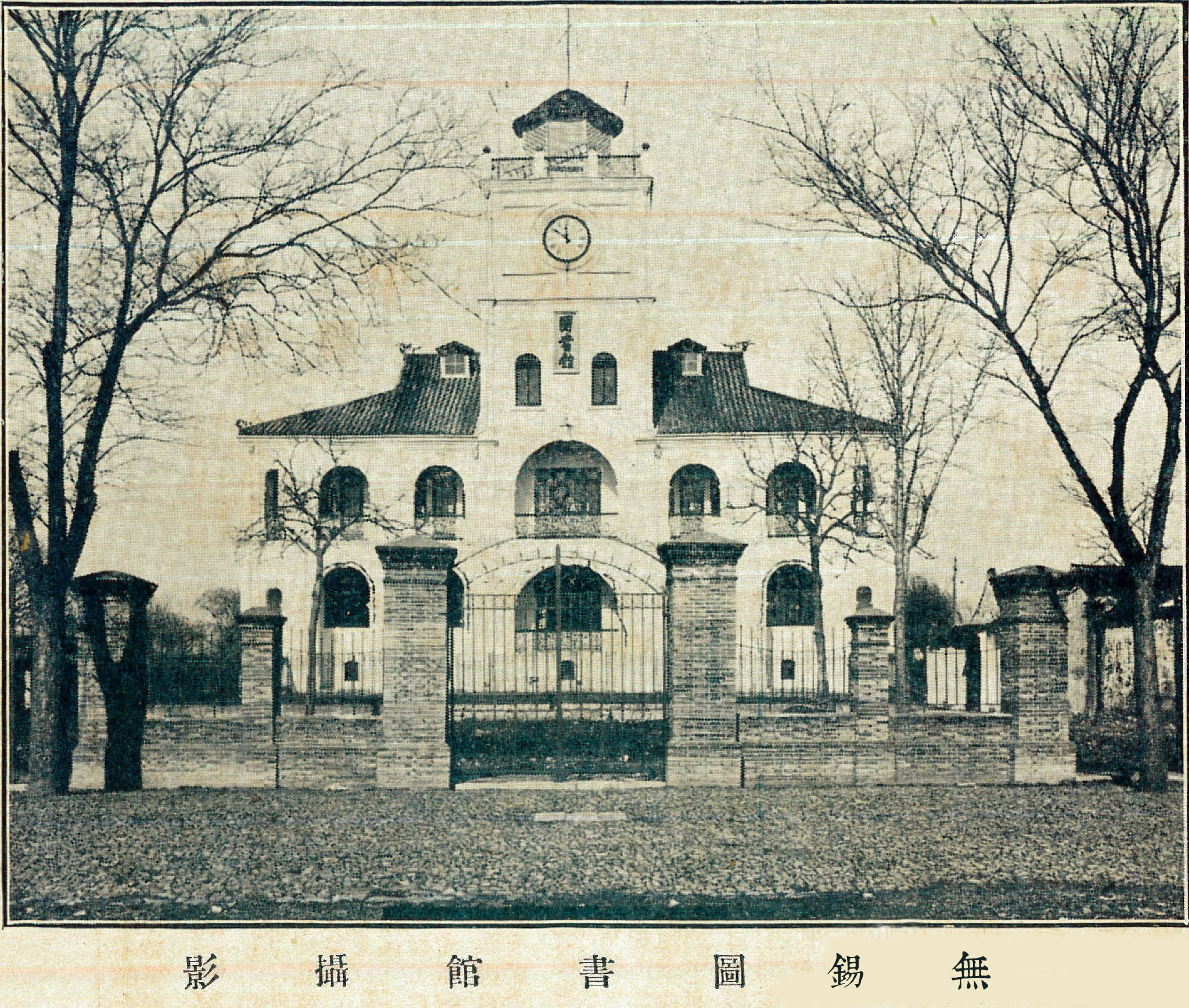
無錫縣圖書館1920年代。

该建筑位于原无锡县城内的道观洞虚宫三清殿基址之上，辛亥革命后，1912年4月，无锡名流丁宝书、顾倬、侯鸿鉴、秦玉书等十二人发起，俞仲还等十四人赞助，经无锡军政府批准，并委任秦琢如、顾倬为筹建经董，于同年10月在三清殿旧址上兴建无锡县立图书馆。1914年年底建成，建筑面积1300多平方米，为当时无锡境内最高的楼阁式建筑，国学大师钱基博亲任馆长。楼顶设有大自鸣钟，是无锡全城的校时标准，也堪称为当时无锡的地标。
1915年元旦，图书馆正式开馆，举办典礼，无锡县知事丁万谷致开幕词，观者达千人。1月5日，图书馆开门迎客，第一天到馆者27人，时任职教育司的黄炎培，亦亲临参观。当时开门时间自下午一点至五点，“不拘工农士商，只要识字的人，花费一二个铜元，就能进去看书。”
这座被无锡人称为“大自鸣钟楼”的图书馆，是中国最早创建的公立图书馆之一，仅比国家图书馆的前身“国立京师图书馆”晚3年，也一直承担着图书馆功能，直到2000年才迁至金匮桥边的图书馆新址。目前，钟楼已是江苏省文保单位，并被辟为无锡历史文献馆。
现建筑底层墙壁上存有记述建筑始末的《无锡图书馆碑记》一通，由钱基博撰文、俞复书丹。

## 逸事
无锡县图书馆旧址的大自鸣钟每到整点或半小时，便会定时报时。1918年11月12日，为庆祝第一次世界大战结束，无锡县图书馆钟楼长鸣一百响，盛况空前。

## 相关
- 无锡市图书馆